# Samil
Samil ist eine Gemeinde (Freguesia) im portugiesischen Kreis Bragança. In ihr leben 1395 Einwohner (Stand 19. April 2021).